# Hinundayan
Hinundayan (Bayan ng Hinundayan) är en kommun i Filippinerna. Kommunen ligger på ön Leyte, och tillhör provinsen Södra Leyte. Folkmängden uppgår till 11 113 invånare.

## Barangayer
Hinundayan är indelat i 17 barangayer.
| - Amaga - Ambao - An-an - Baculod - Biasong - Bugho - Cabulisan - District I (Pob.) - District II (Pob.) | - District III (Pob.) - Hubasan - Cat-iwing - Lungsodaan - Navalita - Plaridel - Sabang - Sagbok |